# Marble (Minnesota)
Marble és una població dels Estats Units a l'estat de Minnesota. Segons el cens del 2000 tenia 695 habitants.

## Demografia
Segons el cens del 2000, Marble tenia 695 habitants, 287 habitatges, i 179 famílies. La densitat de població era de 62,3 habitants per km².
Dels 287 habitatges en un 33,1% hi vivien nens de menys de 18 anys, en un 47,7% hi vivien parelles casades, en un 9,8% dones solteres, i en un 37,3% no eren unitats familiars. En el 31,4% dels habitatges hi vivien persones soles el 13,6% de les quals corresponia a persones de 65 anys o més que vivien soles. El nombre mitjà de persones vivint en cada habitatge era de 2,42 i el nombre mitjà de persones que vivien en cada família era de 3,01.
Per edats la població es repartia de la següent manera: un 27,1% tenia menys de 18 anys, un 9,4% entre 18 i 24, un 26,5% entre 25 i 44, un 21,7% de 45 a 60 i un 15,4% 65 anys o més.
L'edat mediana era de 35 anys. Per cada 100 dones de 18 o més anys hi havia 99,6 homes.
La renda mediana per habitatge era de 27.361 $ i la renda mediana per família de 36.667 $. Els homes tenien una renda mediana de 25.875 $ mentre que les dones 22.188 $. La renda per capita de la població era de 14.620 $. Entorn de l'11,2% de les famílies i el 15,8% de la població estaven per davall del llindar de pobresa.

## Poblacions més properes
El següent diagrama mostra les poblacions més properes.